# بروس مكافري
بروس مكافري هو سياسي كندي، ولد في 23 سبتمبر 1938 في أونتاريو في كندا، وتوفي في 9 أغسطس 2002. حزبياً، نشط في حزب أونتاريو المحافظ التقدمي. وقد انتخب عضو برلمان مقاطعة أونتاريو.